# Skaf en sensation
Skaf en sensation er en dansk film fra 1934. Filmfarce. Manuskript Fleming Lynge og Paul Sarauw. Instruktion Emanuel Gregers.

## Handling
Redaktør Halling er altid på jagt efter sensationer til sit blad "Byen". Han hylder princippet, at læserne skal have, hvad de kan lide, og han konstaterer derfor med glæde, at der har været et nyt, stort juveltyveri, det femte i de sidste 14 dage. Det er øjensynlig en ualmindelig snedig og fræk bande, der er på spil, og politiet står magtesløs. Mellem de talrige avisbude er den lille avispige Suzanne, kaldet Sus, og hun bestyrer under indehaverens sygdom den lille aviskiosk i Adelgade.

## Medvirkende
- Marguerite Viby
- Chr. Arhoff
- Johannes Meyer
- Lili Lani
- Sam Besekow
- Aage Winther-Jørgensen